# Hainaut (prowincja)
Hainaut (fr. Province de Hainaut, nld. Provincie Henegouwen, niem. Provinz Hennegau, wa. Hinnot, vls. Enegouwn) – prowincja w południowo-zachodniej Belgii, w Regionie Walońskim, ze stolicą w Mons.
Graniczy z Francją oraz prowincjami: Flandria Zachodnia, Flandria Wschodnia, Brabancja Flamandzka, Brabancja Walońska oraz Namur. Zajmuje powierzchnię 3786 km², a zamieszkuje ją 1 351 127 mieszkańców (1 stycznia 2022).
W latach 1881–1993 w prowincji funkcjonował system tramwajów międzymiastowych.

## Podział administracyjny
Prowincja podzielona jest na siedem okręgów (nl. i fr. Arrondissement, niem. Bezirk), w skład których wchodzi 69 gmin (nld. Gemeente, fr. commune, niem. Gemeinde): 
| Lp. | Nazwa okręgu                         | Powierzchnia km² | Ludność (1 stycznia 2022) | Liczba gmin |
| --- | ------------------------------------ | ---------------- | ------------------------- | ----------- |
| 1.  | Ath (Aat)                            | 667,94           | 129 409                   | 11          |
| 2.  | Charleroi                            | 472,20           | 396 678                   | 12          |
| 3.  | La Louvière                          | 217,89           | 141 610                   | 4           |
| 4.  | Mons (Bergen)                        | 583,99           | 260 192                   | 13          |
| 5.  | Soignies (Zinnik)                    | 354,92           | 106 641                   | 6           |
| 6.  | Thuin                                | 780,07           | 92 430                    | 11          |
| 7.  | Tournai-Mouscron (Doornik-Moeskroen) | 708,70           | 224 167                   | 12          |